# 炎のエスカルゴ
『炎のエスカルゴ』（ほのおのえすかるご）は、1988年2月25日発売された、とんねるず14枚目のシングル。

## 概要
前年発売の『嵐のマッチョマン』の“前作”という設定。曲はラテン音楽風になっている。
アルバム『428』には「炎のエスカルゴ（DJ英語バージョン）」が収録されている。

## 収録曲
全曲　作詞：秋元康／作曲・編曲：後藤次利
1. 炎のエスカルゴ
  - 日清食品「日清焼そばU.F.O.」CMソング
2. 星空のオチャラカホイ